# Вальверде-дель-Махано
Вальверде-дель-Махано (ісп. Valverde del Majano) — муніципалітет в Іспанії, у складі автономної спільноти Кастилія-і-Леон, у провінції Сеговія. Населення — 1027 осіб (2010).
Муніципалітет розташований на відстані близько 75 км на північний захід від Мадрида, 9 км на захід від Сеговії.

## Демографія
Динаміка населення (INE ):